# Gintaras Songaila
Gintaras Songaila (ur. 27 października 1962 w Wilnie) – litewski dziennikarz, przedsiębiorca, menedżer i polityk, były lider Związku Narodowców, od 2008 do 2012 poseł na Sejm.

## Życiorys
W 1980 został absolwentem szkoły średniej w Kłajpedzie z rozszerzonym językiem angielskim. Studiował w Instytucie Medycznym w Kownie, później na wydziale medycznym Uniwersytetu Wileńskiego, który ukończył w 1986 ze specjalnością w zakresie psychiatrii. W trakcie studiów występował m.in. jako aktor teatru uniwersyteckiego w Wilnie.
W latach 1987–1989 pracował w instytucie higieny i epidemiologii. W maju 1988 wybrano go na członka grupy inicjatywnej Sąjūdisu, później był członkiem Sejmu Sąjūdisu. W latach 1989–1990 był doradcą ministra zdrowia. Od 1990 do 1991 pracował jako konsultant przy komitecie spraw obywatelskich litewskiego parlamentu oraz sekretarz rządowej komisji ds. problemów Litwy wschodniej.
W 1990 wszedł w skład rady miejskiej Wilna, w której zasiadał do 1995. W 1991 znalazł się wśród twórców Partii Niepodległości, pracował również jako redaktor tygodnika "Kovo 11" oraz jako menedżer w branży medalnej. Od 1993 do 2000 pełnił funkcję dyrektora generalnego Baltijos TV. Był wiceprezesem i prezesem litewskiego stowarzyszenia radia i telewizji oraz wiceprezesa i prezesa litewskiego oddziału Międzynarodowego Stowarzyszenia Reklamy. Przewodniczył komisji etyki dziennikarzy i wydawców (2001–2004). Był współwłaścicielem spółki "Litevita", a w 2005 został dyrektorem spółki "Ateities centras".
W 2004 wstąpił do Związku Litewskich Narodowców, zostając jego przewodniczącym w wileńskiej dzielnicy Antokol. W 2005 wybrano go przewodniczącym całej organizacji. W 2008 doprowadził do przyłączenia się LTS do Związku Ojczyzny, w ramach którego stanął na czele frakcji narodowej.
W wyborach parlamentarnych w tym samym roku z ramienia TS-LKD bez powodzenia kandydował w okręgu Kiejdany, mandat poselski uzyskał natomiast z listy partyjnej (zajmował na niej 10. miejsce, uzyskał 24. wynik). W trakcie kadencji został usunięty z TS-LKD, reaktywował partię narodowców i stanął na jej czele. W 2012 bez powodzenia ubiegał się o poselską reelekcję.
W 2015 został dyrektorem Funduszu Wspierania Prasy, Radia i Telewizji.